# دولة السليمانيين بالمغرب الأوسط
دولة السليمانيين بالمغرب الأوسط  من أبرز الدول التي قامت ببلاد المغرب الأوسط حاليا وبالخصوص وسط و الغرب الجزائري وكانت البداية مع سليمان بن عبد الله الكامل ثم مع إبنه محمد بن سليمان والذي بدوره أرسى دعائم مملكته التي جاورت الدولة الرستمية ودولة الادارسة إلى أن هاجمتها قوات الدولة الفاطمية وقضت عليها للأبد سنة 343 هجري .

## التأسيس
بعد موقعة فخ الشنيعة لجأ كل من إدريس وسليمان لبلاد المغرب خوفا من بطش العباسيين وإستقر إدريس الأكبر بفاس وسليمان بتلمسان بعين الحوت وفي رواية أخرى إبنه محمد ويرجح أن سليمان هو الوافد الأول قبل إدريس لأن أخاهم الأكبر محمد ابن الحنفية هو من إرسله وكان له ذلك إذ كان لسليمان أن يأخذ البيعة من القبائل المحيطة بإقليم تاهرت لكن لم يوفق بذلك وفي عين الحوت وفق له الأمر وحكم المنطقة ورث أبنائه زمام المملكة .

## السقوط
عند بداية القرن الرابع هجري برزت دعوة الدولة الفاطمية وقضت على كل من الأغالبة والرستميين والأدارسة وبني مدرار وفي 343 هجري قضت على السليمانيين للأبد

## أهم مدن الدولة السليمانية
- سوق إبراهيم
- أرشكول
- الخضراء
- تنس
- وهران
- مدكرة [3]
- ثامطلاس
- نملاته
- فالوس
- سوق حمزة
- جرارة

## أمراء الدولة السليمانية
- تلمسان: محمد بن سليمان بن عبد اللّه الكامل. ثم ابنه أحمد، ثم ابنه محمد، ثم ابنه القاسم.
- رشقون : عيسى بن محمد بن سليمان بن عبد اللّه الكامل، ثم ابنه إبراهيم، ثم ابنه يحيى، ثم أخوه إدريس بن إبراهيم.
- جرارة : إدريس بن محمد بن سليمان بن عبد اللّه الكامل، ثم ابنه أبو العيش عيسى، ثم ابنه الحسن.
- تاهرت : الحسن بن محمد بن سليمان بن عبد اللّه الكامل، ثم ابنه حناش، ثم ابنه بطوش.
- تنس: إبراهيم بن محمد بن سليمان بن عبد اللّه الكامل، ثم ابنه عيسى، ثم ابنه إبراهيم، ثم محمد بن إبراهيم بن محمد بن سليمان بن عبد اللّه الكامل، ثم ابنه يحيى، ثم ابنه علي، ثم أخوه حمزة بن علي،.[4]